# Yomou (prefectuur)
Yomou is een prefectuur in de regio Nzérékoré van Guinee. De hoofdstad is Yomou. De prefectuur heeft een oppervlakte van 3.220 km² en heeft 114.371 inwoners.
De prefectuur ligt in het zuidoosten van het land, aan de grens met Liberia.

## Subprefecturen
De prefectuur is administratief verdeeld in 7 sub-prefecturen:
1. Yomou-Centre
2. Banié
3. Bheeta
4. Bignamou
5. Bowé
6. Djécké
7. Péla